# 華山帰還
『華山帰還』（かざんきかん、韓: 화산귀환)は、ビガ（비가）による韓国の小説およびこれを原作とする漫画（ウェブトゥーン）作品。

## 概要
韓国最大手ポータルサイトネイバーseriesで2019年4月25日から小説として発表され、2021年3月23日からはコミカライズ版の連載がネイバー ウェブトゥーンで開始した。日本ではLINEマンガでコミカライズの日本語版が配信されている。

## あらすじ
華山派第十三代弟子青明は死闘の末に魔教の教主である天魔を討ち取ることに成功するも、自身も命を落としてしまう。
それから100年後、突然の衝撃に目が覚めた青明は、そこが天魔大戦から100年後の江湖であり、自身が乞食の子供の体に転生してしまったことを知る。
華山派が滅門の危機にあると聞いた青明は陝西へと旅立ち、そこで魔教の残党に襲撃され、すっかり荒れ果て今にも廃れてしまいそうな華山の姿を目の当たりにする。
華山派を復活させることを決意した青明は、再び華山へ入門し孤軍奮闘することになる。

## 登場人物

### 華山派
青明（청명）
本作の主人公。転生前は華山派十三代弟子で長老。華山第一剣であり天下三大剣手の一人。号は梅花剣尊。100年前の天魔大戦末期、十万大山での最終決戦で魔教の教主である天魔の首をはねることに成功するも、自身も重傷を負い(怪我を幅広くしました)同じく死亡する。享年82歳。才能に恵まれているものの性格は極めて暴力的かつ悪辣で、何事もとりあえず殴れば解決すると思っている。相手を死ない程度に殴るのが上手い。
詳しい出生は不明で、赤子の頃に華山正門前に捨てられていたのを当時の掌門が引き取り、師兄である青問が育てた。抜きん出て優れているがゆえに、凡人に対する理解が乏しく気が短い。青問に叱られ続けてもそれは変わらず、自身より劣る者は師兄師弟関係なく相手にしないため、長老になっても弟子を取ることはなかった。育ての親であり師兄である青問のことを世界で唯一慕っており、師弟である青津のことも扱いは雑だが大切に思っている。天魔大戦中は泗川當家の長老である當歩と行動することが多かった。だが戦況が激化するにつれ、仲間の死や他門派との軋轢に悩むようになる。魔教の教区を統べる司教の殆どを討ち取り、死すら恐れないはずの魔教徒からも恐れられていた。唯一の親友である當歩とは良く酒を飲み交わす仲で、互いに自門の方針や立場に悩んでいることもあり、珍しくも親近感を抱いていた。
転生後の号は華山神龍、仲間からは華山狂犬と呼ばれている。天魔大戦から100年後、草三という14歳ほどの乞食の子供に転生してしまう。多大な犠牲を払い魔教から守ったはずの華山派が、青明が天魔を殺したことで魔教の残党から襲撃を受け滅門の危機に瀕していることを知り、衝撃と怒りを募らせる。華山が廃れる原因となった魔教と、恩を仇で返した九派一幇、特に少林を強く憎んでいる。
天魔を倒しさえすればすべてが解決すると考え、華山内部のことに非協力的だった自分自身の過去に責任と後悔を感じ、華山復興を目指す中で華山を未来に繋ぐことの意味と方法を考え直していく。しかし情性は変わっておらず、師兄である尹宗や趙傑、師叔である白天や劉怡雪含む華山門徒全員を叩き、基礎から鍛えあげている。あまりの過酷さから身内からもよく悪魔と罵られている。前世から褒められることが少なかったため、たまに褒められると見ている側が気持ち悪いと思うような照れ方をする。
華山を大切に思う心が誰よりも強い分、後悔も深く、自身が導く華山復興への道が本当に正しいのか自問自答し、青問の幻聴と会話することが多々ある。同輩の師兄弟たち全員が十万大山で全滅し華山に戻ってくることができなかったため、なぜ人を導くのに長けた青問や華山の武術に精通していた青津ではなく、何もしてこなかった自分が転生し華山に戻ってきてしまったのかをずっと悩み続けている。
死に際の天魔が青明に告げた「再びこの世に戻ってくる」という予言の実現性を、自らが記憶を有したまま転生することで証明してしまった。そのため、やがて来る天魔復活に備え、華山弟子たちを最短距離で鍛えつつも梅花剣尊時代の武功を取り戻すべく日々過酷な修練を自身に課し続けている。日々の修行に加え、武人が一生に一個食べられれば僥倖なほどの霊丹を複数個摂取することに成功しており、梅花剣尊以上の清純な内力を有している。當歩から泗川當家のことを託されており、交換条件はあれど現家主である當群岳の権力掌握を手助けしたり、華山と同盟ではなく真の友人となることを提案したりと青明なりに約束を果たそうとしている。
趙傑（조걸）
華山派三代弟子、青字輩。商家の息子だが、剣を身につける為に華山に入門した。青明が入門する前は強気な悪童のようだったが、青明に叩きのめされた後は傲慢さはなりを潜めた。陽気な性格で周囲の雰囲気を明るくすることもあるが、度々羽目を外して師弟から叱られ、特に尹宗に殴られている。剣の才能は青明からも認められており、鋭く速い剣が特徴。
尹宗（윤종）
華山派三代弟子、青字輩の大師兄。元々乞食だったところを拾われ、華山に入門した。基本正義感が強く、温厚で真面目だが、気の許した相手には強気な一面がある。主に趙傑が羽目を外した時に殴りかかるのは尹宗である。自らの功績よりも義を重んじる、道人らしい振る舞いが度々見られる。武功については天才とはいえないが、努力でその実力を伸ばしている。
白天（백천）
華山派二代弟子、白字輩の大師兄。号は華正剣。実家は終南だが、父親や実兄に思うところがあり、親元を離れて華山に入門した。公式公認の美形。登場当初は自尊心の塊であったが、華終之会後は無駄な自尊心を捨て、青明の背中を追うようになる。次代の華山掌門人として門弟たちを導く役割をこなすが、時々感情に流されて周りにつっこまれたり、失敗することもある。青明が来る前から華山派で随一の剣の才能を持っていると認められていたが、青明が来てからは更に努力を重ね、同世代の中でも頭角を現していく。
劉怡雪（유이설）
華山派二代弟子。白字輩。華山派から出奔した父親と暮らしていたが、父親を亡くし、孤児になったところを玄従に拾われて華山に入門した。青明も認める程の美貌を持ち、初めは白天や趙傑も彼女に憧れを抱いていた。基本無口で無表情だが、周囲の状況把握は早く、人の感情にも機敏である。中々本音を溢さない青明の内心を汲み取ることも多々ある。白字輩では白天と争うほど剣の才能があり、舞うような戦い方が特徴的である。白字輩の末っ子の為、まだ道名を貰っていない。
當小小（당소소）
華山派三代弟子、青字輩。四川當家の長女として婚姻に縛られていたが、劉治雪に心動かされ、華山への入門を決意した。劉怡雪と他のキャラクターに対しての態度の差が見られる。明朗快活な性格かつ、武人の娘らしく気の強い一面もある。特に治療をしている時の小小には青明も口を挟めない。華山に入門してからは日々剣術を磨いているが、戦闘中には富家で身につけた飛刀術や医術で周囲をサポートすることも多い。
白亜（백아）
南蛮野獣宮の森に住んでいた霊物で、現在は青明と共に行動している。登場人物の中で最年長者。テンやイタチなどの表記ブレがあり性別は不明。体は小さいが強く気性が凶暴で、普通の動物では相手にならない。まるで動物界の青明(霊界の青明)のようだと言われるほど。青明のマフラーにならないために日々頑張っている。
青問（청문）
華山派十三代弟子であり100年前の華山全盛期の掌門人。青明の育ての親であり師兄。号は大賢剣。華山が青明を引き取ってから彼の苦労は始まった。青明が唯一慕う人物であり、言うことを聞く人物でもある。人徳に優れ、道人と慕われていた。青明をどうにかまともな人間にしようとしていたが、魔教との戦争が勃発し、十万大山で他の華山門徒とともに命を落とす。
青津（청진）
華山派十三代弟子であり武閣主。青明よりも年上だが入門する時期が遅いため師弟にあたる。魔教との戦闘中に行方不明となる。自らの弱さを自覚し、力以外で華山に必要な人間になろうと努力をした人物。華山の武学を体現出来るほどの才能はなかったが、理解度で言えば青明でも一目置くほど。当時の華山の武学すべてを管理しており、現在では失われてしまった華山独自の気功「紫霞神功」の秘伝書を所持していたのは青問と青津の二人のみ。青明の素行をよく注意しては殴られていた。

### 終南派
秦金龍（진금룡）
終南派二代弟子で大師兄。 終南の長老である秦初伯の長男で、白天の兄。 性格は尊大かつ自信に溢れており威圧的な面があるが、門派に将来を期待された終南きっての逸材。終南の新剣術である雪花十二式を、青明も感心するほど高い水準で習得している。 白天からは嫌われており、白天が家出した一因でもあったが、態度と言葉は傲慢でも弟を気にかける素振りを見せる。華終之会では白天を余裕で打ち負かすも、青明の七梅剣に惨敗した。 青明に敗けなければ「六龍」に数えられたと言われる世間的にも名高い後起之秀。 天下武林大会時には敗北の執念から青明に憎しみに近い感情を抱いており、より威圧的な凄味が増したが、青明を卑怯な手で陥れようとした長老の舎馬丞に反抗するなど、正々堂々と打ち負かすことを望んでいる。しかし白天に敗れてしまい、青明と対戦することなく脱落する。 師弟である我が道を行く李松栢のことを好ましく思ってはいないが、彼が目指す道に思うところはある。
李松栢（이송백）
終南派二代弟子。登場時には礼儀正しくも手段を選ばない狡猾さがあったが、青明と出会って以降は実直さと誠実さが際立ち、基本は温厚な態度である。 長老である紀木昇の許可のもと、西安に来た青明を追い出すべく比武を仕掛けた。しかし青明の策略に陥り、青明を過度に傷付け終南が銀河商団の不興を買ったことから門派内で爪弾きにされるようになる。その後青明に再度比武を申し込み、終南の新剣術である雪花十二式を使うも惨敗、しかし青明から終南の剣について聞いたことをきっかけに自らの道を考え直し始める。 華終之会では青明の連勝に怯む他の二代弟子に代わって自ら比武相手に名乗りを上げ、勝負としては一撃で敗北したが、青明が見せた心剣合一から悟りを得たことで雪花十二式ではなく本来の剣術、天下三十六剣を極める道を進むと決意した。 学ぶことがあるなら門派は関係無いと青明を慕っており、青明も終南の中で唯一憎めない存在として認めている。

### 武当派
虛道眞人（허도진인）
武當の掌門。 道家の武人然とした落ち着いた態度の老人。ナツメのように赤い顔とへそまでの長さのひげを蓄えた関のような姿。 異例の功績を上げる青明を冷静に評価し、警戒しながらも様子を見るに留めている。
無振（무진）
武當一代弟子。武當三剣の一人で、号は清流剣。武当の主力として数えられる高位の武人で、質実剛健な壮年の男。 剣塚を追っている最中、虛道眞らに指示を伝えるために来て青明と剣を交えた。黒装束で身分を隠す青明を逆手に取って話を進めたり、青明の実力を見てすぐ意識を切り替えるなど、思考は柔軟。 武の剣術である太清剣法の並々ならぬ使い手だが、青明の前には歯が立たず三日は意識が飛ぶほどボコボコに打ち負かされた。

### 少林
法整（법정）
少林の掌門。 落ち着きのある好々爺然とした穏やかさの中に、九派一幇を実質牽引する頭脳と政治手腕を備えた、食えない人物。 青明の心中及び身内と話す時の呼称は大王ハゲ。 中原正派の発展と結束を高める名目で天下武林大会を主催し、その実少林の威光を示すことを巧みに目論んだが、その心計をも読んだ上での青明の行動に全てをひっくり返され辛酸をなめることとなった。 その後も度々華山へ交渉を持ち掛け、青明の存在に振り回されつつも時に強引な手を用いて中原の平和、もとい少林と九派一幇の利得を追求していく。
慧然（혜연）
少林一代弟子。一代の中の末っ子で年齢的には下の代に相当し、青明の1歳上。 少林の長老に拾われ門派で育った貧民の子。穏やかな優しい風貌と善良な印象で人好きのするお坊さん。 皆代の後起之秀の中では青明を除いて最も高い才能と実力を有しており、少林最高の拳法である少林七十二種絶芸を会得しており、少林を率いていく逸材として期待されている。作者によると、同じ歳だった時の前世の青明より強いと。 天下武林大会では趙傑、劉怡雪にも勝利して決勝まで勝ち進み青明と対決したが、剣を置いて素手で闘った青明にも圧倒され、事実上惨敗。しかし勝者宣言直前に青明が棄権を表明したことで、名目上は慧然が優勝者となった。 一連の出来事から深い悩みに陥り暫く閉じこもって修練していたが、青明の近くで学びを得たいと法整に訴え外遊。華影門進出のため西安に滞在していた華山派に合流し、以後は青明や五剣ら主要メンバーと行動を共にしていくことになる。 酒や肉を断った仏者であるが、青明や華山の門弟たちによって追い込まれ徐々にそれらを口にするようになった。酒豪。 また華山の門弟たちと同じく、青明の修練に転がされ数々の経験から影響を受け、基本は礼儀正しい風体ながらも性格が悪くなりつつある。

### 丐幇
洪大光（홍대광）
丐幇の支部の一つ、洛陽分舵の分舵主であり七結丐。 丐幇徒らしく粗野で無骨だが、義理人情に厚く頭の回転も悪くない。 剣塚の地図を売りにきた青明と直接交渉し一杯食わされるも、その後青明の意図通りに情報を広めた上で華山を追い掛け、剣塚では共に行動した。剣塚の件の後は青明と華山を高く評価し、華山の膝元である華陰に華陰分舵を設置することや華山への情報提供を約束、事あるごとに有力な情報源として活躍する。 青明からは乞食おじさんと呼ばれている。

### 當家
當群岳（당군악）
五大世家の一つ、泗川當家の家主。當覇、當盞、當小小の父親。号は毒王。正派に属しているが暗器と呼ばれる飛刀と毒に精通しているため、當家そのものが畏怖と忌避の対象となってしまっていることに長年悩んでいる。家主でありながらもフットワークが軽く、青明が飛刀術の秘伝について口を滑らせた時は、自ら彼のもとに出向き、条件付きの比武まで行った。青明が提案した「真の友人」になることを承諾し、九派一幇とは一線を画する新たな門派同士の繋がりを華山とともに目指すことになる。

當歩（당보）
100年前の泗川當家の長老。号は暗尊。泗川當家の飛刀術の強さを世に証明するため、華山の青明に比武を挑み、敗北。その後も青明に何度も勝負を挑んでは負け、酒代を奪われ続けるうちに飲み友達になる。當家の代表である家主より元老院の権力が強いことや方針に反発し、當家内部では厄介者扱いをされている。天下一を目指すためには飛刀術を極めるべきと考えており、當家が毒に傾倒しつつあることを憂いている。
天魔大戦中は當家を離れ、華山の青明と行動をともにしていた。怪我を放置する青明の治療したりと共に戦闘に参加するなど協力し合っていたが、戦争中に負傷し青明に當家の未来を託して死亡する。享年75歳前後。生前の青明の唯一の親友。

### 萬人房
長一笑（장일소）
神州五覇の一つである萬人房の長。号は覇君。邪派に属し、九派一幇ならび華山と敵対している。華やかな装いを好んでおり、顔には派手な化粧を施し、全身を豪華な装身具で着飾っている。口調や物腰は柔らかく一見友好的に見えるが、目的のためには手段を選ばず、敵味方誰にでも残酷になれる性格。強者尊極まる邪派の中で、一から萬人房を作り上げた真の実力者で、個人の武威はもちろん、何手も先を読み権謀術数にも優れた才覚を見せる。西安で赤蛇隊を撃退した青明たちへの報復として、武力隊を差し向け華山本山を襲撃した。
扈加名（호가명）
長一笑の無二の腹心にして萬人房の軍師。長一笑が萬人房の長として成り上がる前から彼に仕え、側近として苦楽を共にしてきた。長一笑への忠誠心が強く、彼を脅かしかねない青明をひどく警戒している。行政能力、実務能力に優れており、長一笑の描いた大きな絵を実現させるため、細部を埋めたり必要な実務を処理したりする役割を担う。

### 緑林
林素炳（임소병）
山賊集団である緑林七十二砦を統括する首長。号は緑林王。その名の通り各地の山に点在する大小72を超える山砦を支配している。だがその地位とは裏腹に難病を患っており、少し無理をするだけですぐに血を吐くほどの虚弱体質。普段は屈強な部下を表に立たせ、自らはその横で軍師に扮することで正体を隠している 。邪派に属するものの青明たちと手を結び、騒がしくなった江湖で生き残る道を模索する。病を治すため青明から薬仙の霊薬混元丹を大金を払い得たはずが、今のところ届く気配はない。

## 書籍情報

### 小説（韓国）
| 巻 | ISBN              | 発売日        |
| -- | ----------------- | ------------- |
| 1  | 979-11-91284-55-3 | 2022年8月8日  |
| 2  | 979-11-91284-56-0 | 2022年8月8日  |
| 3  | 979-11-93813-33-1 | 2024年1月22日 |
| 4  | 979-11-93813-34-8 | 2024年1月22日 |
| 5  | 979-11-93813-35-5 | 2024年1月22日 |
| 6  | 979-11-93813-36-2 | 2024年1月22日 |
| 7  | 979-11-93813-37-9 | 2024年1月22日 |

### 漫画（韓国）
| 巻 | ISBN              | 発売日        |
| -- | ----------------- | ------------- |
| 1  | 979-11-696-3043-6 | 2023年1月18日 |
| 2  | 979-11-696-3044-3 | 2023年1月18日 |
| 3  | 979-11-696-3140-2 | 2023年5月10日 |
| 4  | 979-11-696-3276-8 | 2023年5月10日 |
| 5  | 979-11-696-3562-2 | 2023年5月10日 |